# Sakiori

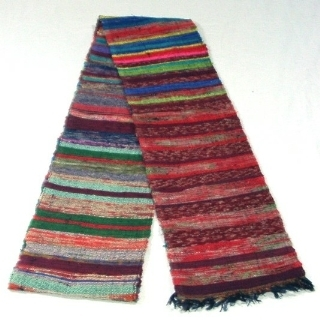
Sakiori Hanhaba Obi

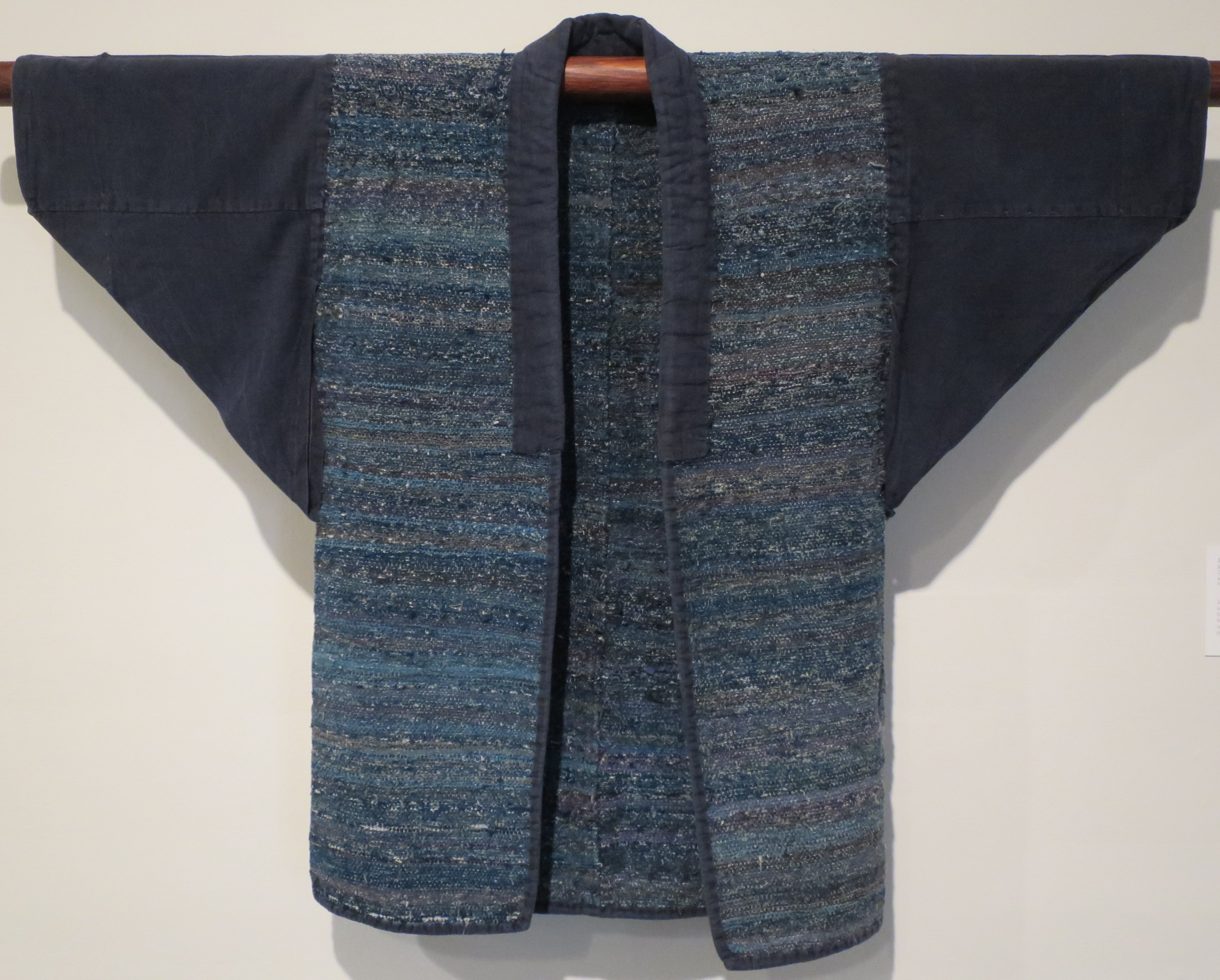
Arbeitsjacke aus Japan in Sakioritechnik, Honolulu Museum of Art

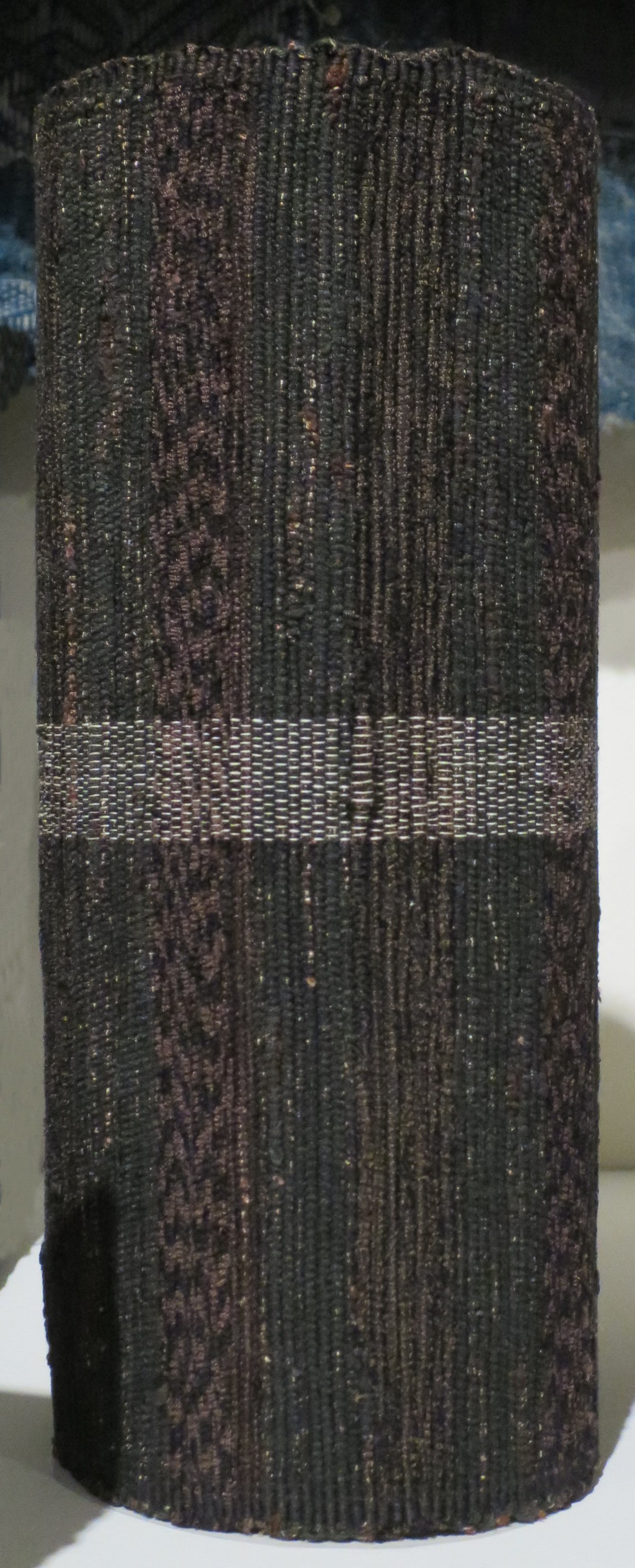
Obi (Schärpe) aus Japan, 20. Jahrhundert, Sakioritechnik, Honolulu Museum of Art

Sakiori ist eine traditionelle japanische Webtechnik, bei der aus abgenutzten Stoffen und Kleidungsstücken ein neuer Stoff gewebt wird.

## Geschichte
Bis zum Ende des 15. Jahrhunderts webten die meisten Japaner dünne Leinenstoffe aus wildem Hanf und anderen rauen Naturfasern, da die importierte Baumwolle sehr kostspielig und damit für die Landbevölkerung nicht erschwinglich war. Wenn die Kleidungsstücke aus Baumwolle abgenutzt waren, konnten die Bauern Zugang zu kostbarer Baumwolle erhalten.
Zusammen mit einer Hanfkette wurden Streifen aus alten benutzten Stoffen zu einem dickeren, isolierenderen Stoff gewebt. Diese Tradition wurde als sakiori bekannt, zusammengesetzt aus den Worten saku (zerreißen) und oru (weben).
Die Kleidung aus wiederverwendeter Baumwolle war wesentlich wärmer, weicher und haltbarer als die raue Wäsche, die aus Japans Naturfasern hergestellt werden konnte. Diese Art der Textilkreation war bis Mitte des 20. Jahrhunderts geläufig, bis kostengünstigere Kleidung dazu führte, dass Sakiori als „altmodisch“ oder als Zeichen tiefer Armut angesehen wurde.